# 製図論
製図論（せいずろん）とは、製図に関する論。
城内進は、製図とは「設計者の描いた施設の像を、形状・寸法・仕様等を明らかにし、図面として客観化することで、設計は設計者が意図的に施設の具体的な形を創り出していくことであり、製図は設計図を作るため、頭の中に描いた施設の具体的な形を製図規範に従ってあらわすことである。それゆえ製図は設計者の描いた設計像を表現するという設計の一側面であると理解しなければならない」とした。
機械製図論を専門とした清家正は、1926年（大正15年）に最初の著書「科学的研究に基ける製図論」以降、「製図論」「製図論考」といった多くの製図論に関する著書を通して製図と製図論を追及し、工学設計における図面、製図と製図教育の重要性を説き、後進の育成にあたった。一方で日本工業標準調査会の委員として、JIS規格である製図通則や機械製図といった製図規格制定にも尽力している。

## 画法幾何学
城内は、ガスパール・モンジュらによって画法幾何学（Geometrie descriptive）と名付けられた製図技法については、「モンジュが『画法幾何学の任務は二つある。第一に、長さと幅との二次元しかもたない紙の上に、長さ、幅、高さの三次元をもつ空間図形を、厳密に定義できるものとして写すことである。』（「画法幾何学」1795年に出版）というように、立体的なものを平面に表す方法である。立体的に創られた施設の像を図面化するためには、こうした製図技法に従って平面図や、断面図という二次元的な図形に展開していかなければならないのである。そのためには頭の中にある施設の像を、横から見ようと思えば横に、上から見ようとすれば上に、半分に切ってみようと思えば半分に切れたところに、ある部分を拡大しようと思えば近くに寄っていくという様に、自在にその位置を変え、見る立場を変化させて、そこから見た形を二次元的な図形として、紙の上にあるいはコンピュータの画面上に描いていくのである」という。